# Wahlkreis Sömmerda I – Gotha III
Der Wahlkreis Sömmerda I – Gotha III (Wahlkreis 16) ist ein Landtagswahlkreis in Thüringen. 
Er umfasst  vom Landkreis Sömmerda die Gemeinden Andisleben, Elxleben, Gangloffsömmern, Gebesee, Haßleben, Henschleben, Riethnordhausen, Ringleben, Schwerstedt, Straußfurt, Walschleben, Werningshausen, Witterda und Wundersleben sowie vom Landkreis Gotha die Gemeinden Bienstädt, Dachwig, Döllstädt, Drei Gleichen, Eschenbergen, Friemar, Gierstädt, Großfahner, Molschleben, Nesse-Apfelstädt, Nessetal, Nottleben, Pferdingsleben, Schwabhausen, Sonneborn, Tonna, Tröchtelborn, Tüttleben und Zimmernsupra.

## Landtagswahl 2024
Die Landtagswahl fand am 1. September 2024 statt. Folgende Kandidaten wurden zugelassen:
| Gegenstand der Nachweisung | Gegenstand der Nachweisung | Erst- stimmen | Erst- stimmen | Zweit- stimmen | Zweit- stimmen |
| Bewerber                   | Partei                     | Anzahl        | %             | Anzahl         | %              |
| -------------------------- | -------------------------- | ------------- | ------------- | -------------- | -------------- |
| Wahlberechtigte            | Wahlberechtigte            | 42.032        | 42.032        | 42.032         | 42.032         |
| Wähler                     | Wähler                     | 32.516        | 32.516        | 32.516         | 77,4           |
| Ungültige Stimmen          | Ungültige Stimmen          | 780           | 2,4           | 372            | 1,1            |
| Gültige Stimmen            | Gültige Stimmen            | 31.736        | 97,6          | 32.144         | 98,9           |
| davon                      |                            |               |               |                |                |
| Dominik Hunger             | DIE LINKE                  | 3.654         | 11,5          | 3.517          | 10,9           |
| Daniel Haseloff            | AfD                        | 12.260        | 38,6          | 10.998         | 34,2           |
| Claudia Heber              | CDU                        | 10.455        | 32,9          | 7.704          | 24,0           |
| Katharina Schenk           | SPD                        | 3.284         | 10,3          | 2.054          | 6,4            |
|                            | GRÜNE                      |               |               | 593            | 1,8            |
|                            | FDP                        | 336           | 1,0           |                |                |
|                            | TIERSCHUTZ hier!           | 331           | 1,0           |                |                |
|                            | ÖDP / Familie ..           | 54            | 0,2           |                |                |
|                            | PIRATEN                    | 89            | 0,3           |                |                |
|                            | MLPD                       | 27            | 0,1           |                |                |
|                            | BÜNDNIS DEUTSCHLAND        | 173           | 0,5           |                |                |
|                            | BSW                        | 5.419         | 16,9          |                |                |
|                            | FAMILIE                    | 193           | 0,6           |                |                |
| Olaf Ehrich                | FREIE WÄHLER               | 1.689         | 5,3           | 517            | 1,6            |
|                            | WU                         |               |               | 139            | 0,4            |
| Horst Pickrodt             | Einzelbewerber             | 394           | 1,2           |                |                |

## Landtagswahl 2019
Die Landtagswahl fand am 27. Oktober 2019 statt. 
| Direktkandidat            | Partei                         | Wahlkreisstimmen in % | Landesstimmen in % |
| ------------------------- | ------------------------------ | --------------------- | ------------------ |
| Jörg Kellner              | CDU                            | 27,0                  | 22,4               |
| Johanna Scheringer-Wright | DIE LINKE                      | 25,1                  | 29,0               |
| Enrico Gropp              | SPD                            | 11,0                  | 8,8                |
| Stefan Schröder           | AfD                            | 26,0                  | 25,0               |
| Katrin Renate Vogel       | GRÜNE                          | 5,1                   | 3,5                |
| –                         | NPD                            | –                     | 0,5                |
| André Gebser              | FDP                            | 5,5                   | 5,6                |
| –                         | PIRATEN                        | –                     | 0,4                |
| –                         | Die PARTEI                     | –                     | 1,1                |
| –                         | KPD                            | –                     | 0,1                |
| –                         | TIERSCHUTZ hier!               | –                     | 1,1                |
| –                         | BGE                            | –                     | 0,2                |
| –                         | DIE DIREKTE!                   | –                     | 0,2                |
| –                         | Blaue #Team Petry Thüringen    | –                     | 0,1                |
| –                         | Graue Panther                  | –                     | 0,6                |
| –                         | MLPD                           | –                     | 0,3                |
| –                         | ÖDP                            | –                     | 0,4                |
| –                         | Gesundheitsforschung           | –                     | 0,6                |
| Doris Bauerle             | Internationalistisches Bündnis | 0,3                   | –                  |

## Landtagswahl 2014
Die Landtagswahl in Thüringen 2014 erbrachte folgendes Wahlkreisergebnis:
| Name                              | Partei    | Anteil der Erststimmen |
| --------------------------------- | --------- | ---------------------- |
| Jörg Kellner                      | CDU       | 39,5 %                 |
| Johanna Scheringer-Wright         | DIE LINKE | 28,6 %                 |
| Uwe Szpöt                         | SPD       | 14,8 %                 |
| Michael Göring                    | GRÜNE     | 7,4 %                  |
| Philipp Rethberg                  | NPD       | 5,1 %                  |
| Jens Panse                        | FDP       | 4,6 %                  |
| Wahlberechtigte: 44.156 Einwohner |           |                        |
| Wahlbeteiligung: 55,5 %           |           |                        |

## Landtagswahl 2009
Bei der Landtagswahl in Thüringen 2009 traten folgende Kandidaten an:
| Name                              | Partei                 | Anteil der Erststimmen |
| --------------------------------- | ---------------------- | ---------------------- |
| Jörg Kellner                      | CDU                    | 31,6 %                 |
| Rudolf Ehrich                     | Die Linke              | 22,3 %                 |
| Enrico Gropp                      | SPD                    | 18,7 %                 |
| Friedrich Göring                  | GRÜNE                  | 4,9 %                  |
| Jörg Fischer                      | FDP                    | 8,0 %                  |
| Jürgen Hieber                     | Freie Wähler Thüringen | 8,9 %                  |
| Sebastian Reiche                  | NPD                    | 5,6 %                  |
| Wahlberechtigte: 46.539 Einwohner |                        |                        |
| Wahlbeteiligung: 59,8 %           |                        |                        |

## Landtagswahl 2004
Bei der Landtagswahl in Thüringen 2004 traten folgende Kandidaten an:
| Name                              | Partei | Anteil der Erststimmen |
| --------------------------------- | ------ | ---------------------- |
| Volker Sklenar                    | CDU    | 49,2 %                 |
| Rudolf Ehrich                     | PDS    | 26,9 %                 |
| Enrico Gropp                      | SPD    | 14,5 %                 |
| Kerstin Schnelle                  | GRÜNE  | 3,9 %                  |
| Peter Liebe                       | FDP    | 5,5 %                  |
| Wahlberechtigte: 55.051 Einwohner |        |                        |
| Wahlbeteiligung: 60,3 %           |        |                        |

## Landtagswahl 1999
Bei der Landtagswahl in Thüringen 1999 traten folgende Kandidaten an:
| Name                              | Partei | Anteil der Erststimmen |
| --------------------------------- | ------ | ---------------------- |
| Volker Sklenar                    | CDU    | 56,4 %                 |
| Matthias Storch                   | SPD    | 19,2 %                 |
| Konrad Scheringer                 | PDS    | 22,3 %                 |
| Christina Kley                    | FDP    | 2,2 %                  |
| Wahlberechtigte: 53.842 Einwohner |        |                        |
| Wahlbeteiligung: 65,2 %           |        |                        |

## Bisherige Abgeordnete
Direkt gewählte Abgeordnete des Wahlkreises Sömmerda I – Gotha III waren:
| Jahr | Name           | Partei | Anteil der Erststimmen |
| ---- | -------------- | ------ | ---------------------- |
| 2019 | Jörg Kellner   | CDU    | 27,0 %                 |
| 2014 | Jörg Kellner   | CDU    | 39,5 %                 |
| 2009 | Jörg Kellner   | CDU    | 31,6 %                 |
| 2004 | Volker Sklenar | CDU    | 49,2 %                 |
| 1999 | Volker Sklenar | CDU    | 56,4 %                 |
| 1994 | Volker Sklenar | CDU    | 50,1 %                 |